# Pseudagrion ungulatum
Pseudagrion ungulatum är en trollsländeart som beskrevs av Fraser 1951. Pseudagrion ungulatum ingår i släktet Pseudagrion och familjen dammflicksländor. Inga underarter finns listade i Catalogue of Life.